# 6人組のアルバム
『6人組のアルバム』（L'Album des Six）は、「フランス6人組」と呼ばれる作曲家集団が作曲し、1920年にウジェーヌ・ドゥメが出版した6曲から成るピアノ曲。

## 概要
本作が出版されたのは、「6人組」がフランス音楽における注目すべきグループとして名づけられたのと同じ年に行われた。ジャーナリストのアンリ・コレは1920年1月16日に発売された芸術雑誌の『コメディア』の中でこの名前を与え、1月8日にはこの6人の作曲家による合同コンサートが催されたばかりであった。
このグループは非常に弱い繋がりしかもたず、楽曲を合作するための集まりではなかった。しかし、計6回にわたって彼らのうち2人以上が共作して作曲が行われている。本作はそうしたもののうち最初の作品で、6人全員がかかわった唯一の作品でもある。
とはいえ、各曲はコレが1920年にグループを命名する以前に書き上げられていたもので、単にそうした曲を集めた上でひとまとまりとする標題を付して出版したに過ぎない。実のところ、本作の標題こそがコレがグループに名前を付けた主たる要因ではないかという説もある。

## 楽曲構成
演奏時間は約11分。6曲中の5曲は2分以内の演奏時間である。最長であるデュレの「無言歌」は3分を少々超える。
曲集は次のような構成となっている。
- ジョルジュ・オーリック: 「前奏曲」（1919年12月2日、クラピエ将軍へ献呈）[6]
- ルイ・デュレ: 「無言歌」 作品21 （1919年8月、リカルド・ビニェスへ献呈）[6]
- アルテュール・オネゲル: 「サラバンド」 H 26 （1920年1月）

- ダリウス・ミヨー: 「マズルカ」 （1914年）
- フランシス・プーランク: 「ワルツ」 FP 17 （1919年7月、ミシュリーヌ・スーレへ献呈）[6]

- ジェルメーヌ・タイユフェール: 「パストラール」 （1919年9月4日、ミヨーへ献呈）

「6人組」の中でピアノ曲に数多くの作品を残すことになるのはプーランクのみである。彼は1932年に「ハ長調のワルツ」に管弦楽編曲を施している。